# ریچارد هلک
ریچارد تریدول هَلِک (به انگلیسی: Richard Treadwell Hallock) (زاده ۱۹۰۶ -درگذشته۱۹۸۰) عیلام‌شناس و آشورشناس آمریکایی بود.

## زندگی
ریچارد هَلِک در ۵ آوریل ۱۹۰۶ در پاسائیک، نیوجرسی زاده شد. او در ۱۹۳۴ از گروه زبان‌های شرقی دانشگاه شیکاگو دانش‌آموخته شد. پژوهشهای او بر روی یک فرهنگ لغت آشوری از همان زمان آغاز شد که تا ۱۹۴۱ یعنی جنگ جهانی دوم ادامه یافت. او در این زمان به عنوان یک رمزنگار به استخدام یک شرکت خصوصی درآمد؛ و سپس به وزارت دفاع آمریکا و اطلاعات ارتش رفت. پس از خدمت نظام، هم تا سال ۱۹۴۷ به کار اطلاعاتی خود ادامه داد تا آنکه تصمیم گرفت دوباره به مؤسسه شرقی دانشگاه شیکاگو برگردد. لغت‌نامه آشوری تا سال ۱۹۵۷ دغدغه اصلی او بود. همچنین دو اثر با نام‌های متون گرامری بابلی کهن و متون گرامری بابلی نو در سال‌های ۱۹۵۵ و ۱۹۵۶ از او به چاپ رسید. با این همه، نه تنها ما ایرانیان که همه کسانی که هلک را بشناسند، او را برای پژوهشهایش بر روی لوح‌های عیلامی تخت جمشید می‌شناسند. گل نبشته‌هایی که در ۱۹۳۴ به دست گروه ارنست هرتسفلد، باستانشناس آلمانی، در باروی تخت جمشید یافت شد و به امانت به دانشگاه شیکاگو برده شد. پیش از هلک، جورج کامرون بر روی گروه کوچکتری از این گل نوشته‌ها که به دست اریک اشمیت در خزانه تخت جمشید یافت شده بود، پژوهیده و نتایج آن را در ۱۹۳۶–۱۹۳۸ به چاپ رسانده بود.
در آغاز در دهه ۱۹۴۰ قرار شد کامرون، پوروز و هلک کار سنگین تر و دشوارتر گل نوشته‌های باروی تخت جمشید را به دوش بگیرند؛ ولی پس از چندی آن دو مؤسسه شرقی را رها کرده و هلک را دست تنها گذاشتند. هلک از ۱۹۵۰ با مقاله «پرتوی نوینی از تخت جمشید» به این زمینه وارد شد؛ ولی پژوهش‌های عیلامی او از سال ۱۹۵۸ که کار آشورشناسی را کنار گذاشته بود، شتاب و حجم بیشتری گرفت. در ۱۹۵۸ «یادداشت‌هایی بر روی زبان عیلامی هخامنشی» و در ۱۹۶۰ «نگاهی نو به گل نوشته‌های خزانه تخت جمشید» را نوشت. او همچنین چندین مقالهٔ دیگر دربارهٔ دستور زبان عیلامی در دوره هخامنشی به چاپ رساند. این مقاله‌ها سرانجام در اثر سترگ و جاودانهٔ او با نام Persepolis Fortification Tablets «الواح باروی تخت جمشید» در ۱۹۶۹ به چاپ رسید؛ که شامل واژه‌نامه، اوزان و مقدارها و همچنین گاهشماری هخامنشی بود. این اثر نه تنها لوح‌های عیلامی تخت جمشید، که رونوشت عیلامی سنگ نوشته‌های هخامنشی و لوح‌های خزانه که از سوی کامرون منتشر نشده بود را هم دربر می‌گرفت. بخش اصلی این کتاب شمال ۲۰۰۰ متن عیلامی هخامنشی است. او در اثر دیگر خود در ۱۹۷۸ به نام Selected Fortification Texts متن‌های گزیدهٔ بارو، ویرایشهایی بر روی کار پیشین خود انجام داد. آثار دیگری از او در دهه ۱۹۷۰ با نام‌های «مدارک لوح‌های تخت جمشید»، «آرشیو باروی تخت جمشید» و «بهره‌گیری از مُهرها» به چاپ رسید. ویژگی آثار هلک، ترجمه‌های ساده و روان او از چند هزار لوح از میان ده‌ها هزار لوح ناخوانا و فهم ناشدنی و ارائهٔ صدها مهر از میان انبوهی از مهرهای ناقص است.
هلوک فهرستی از نام‌های ایرانی و تشکیلات تهیه کرد، که بر روی دانش زبانهای ایرانی، ریشه‌شناسی، نام‌شناسی و اصطلاح‌شناسی خانوادگی و اداری تأثیری ژرف نهاد. حال آنکه تأثیرش بر روی دانش زبان عیلامی، چندان زیاد نبود. بی درنگ پس از چاپ آثار هلک، تاریخنگاران و زبانشناسان متخصص در دوره هخامنشی آن را به عنوان منبع اصلی خود برای پژوهش برگزیدند؛ و تلاش کردند داده‌های مورد نیاز خود از آن دوره را از آن استخراج کنند.
بدون یافت شدن و خوانده شدن این گل نوشته‌ها، آگاهی‌های ما از وضع زندگی اجتماعی و اقتصادی و سازمان‌های اداری درون فلات ایران در دوره هخامنشی، نزدیک به صفر بود. حال آنکه با کمک متن‌های یونانی، آرامی، بابلی و مصری از ساتراپی‌های غرب شاهنشاهی آگاه بودیم. در واقع یافت شدن و خوانده شدن گل نوشته‌های تخت جمشید، نه کاملاً، بلکه تا اندازه‌ای ایرانشناسی اقتصادی و اجتماعی در دورهٔ باستان را زنده کرد. حال آنکه چنین کمبود منابع خامی دربارهٔ شناخت تمدن‌های کهن چون بابل و یونان و مصر و رم باستان وجود نداشته‌است. با توجه به نبود اینگونه آگاهی‌ها از دوره‌های پیش از هخامنشی و حتی پس از هخامنشی از فلات ایران، ارزش این دُر کمیاب بیش از پیش نمود می‌کند و در این میان با حذف نا دو نفر، ریچارد هلک و جورج کامرون، هرگز پژوهشگران جهان چنین منبع پرارزشی را در اختیار نداشتند.
همچنین پژوهش‌های هلک از دهه ۱۹۵۰ تا ۱۹۷۰ اندکی، شتاب منفی ایرانشناسی در غرب را کند کرد. با اینحال، تا امروز که بیش از ۳۰ سال از درگذشت هلک می‌گذرد، نه تنها یک لوح دیگر در شیکاگو خوانده نشده، بلکه هنوز پژوهش‌های خود او هم کامل چاپ نشده‌است. بخشی از این گل نوشته‌ها در چند سال پیش به ایران بازگردانده شد ولی باقی آن‌ها به دستور دادگاهی در آمریکا بلوکه شده‌است.
از ریچارد هلک تنها چند شاگرد بر جای ماند که یکی از آنان دکتر عبدالمجید ارفعی است. ایشان در سال‌های پایانی عمر هلک، با او همکاری کرده و پس از درگذشت او به کشور بازگشته و آثاری در گل نوشته‌های باروی تخت جمشید، استوانه بابلی کوروش و متن‌های بابلی به چاپ رسانده‌است.
از هلک هیچ کتابی به فارسی ترجمه نشده‌است.
هَلِک در ۲۰ نوامبر ۱۹۸۰ در شیکاگو، ایلینوی درگذشت